# Pyrheliometr

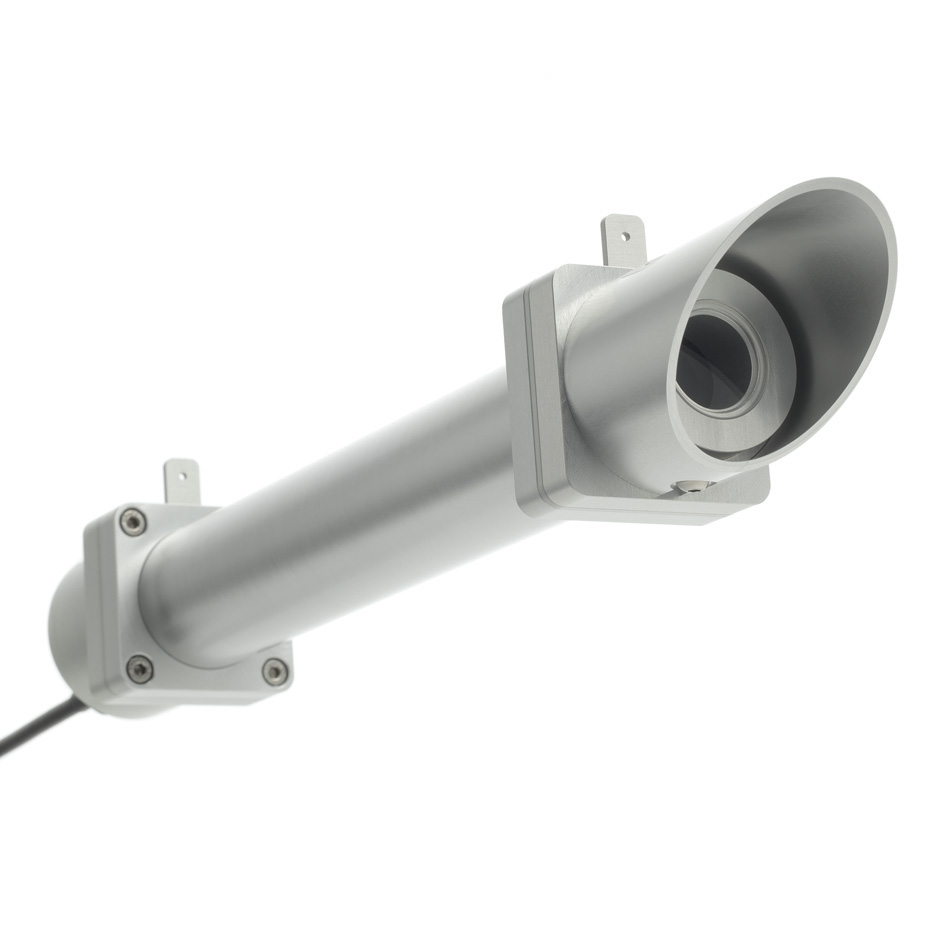
Pyrheliometr

Pyrheliometr je přístroj sloužící k měření přímého slunečního záření. Na rozdíl od aktinometru je pyrheliometr absolutní měřící přístroj, což znamená, že měří množství energie vyzářené Sluncem za určitý čas. Pyrheliometr umožňující registrační záznam se označuje jako pyrheliograf. Nejznámější jsou tři typy pyrheliometrů – Ångströmův kompenzační pyrheliometr, Abbotův vodní pyrheliometr a Abbotův pyrheliometr se stříbrným diskem.

## Druhy pyrheliometrů

### Ångströmův kompenzační pyrheliometr
Ångströmův kompenzační pyrheliometr, jak název napovídá, pracuje na principu kompenzačním. Na dně tubusu jsou uloženy dva od sebe tepelně izolované manganinové proužky, které jsou začerněny platinovou černí. Jeden proužek je zastíněn, takže druhý, Sluncem ozařovaný, manganinový proužek je proti němu zahříván.
Abychom určili, jakou energii po dobu ozařování nezastíněný proužek absorbuje, kompenzujeme teplotu zastíněného proužku teplem, které vzniká průchodem elektrického proudu přes jeho hmotu. Pomocí galvanometru a termočlánku, jehož kontakty jsou připojeny ze spodní strany manganinových proužků, zjistíme, kdy jsou proužky tepelně v rovnováze. Výchylka galvanometru je v tu chvíli nulová.
Energie absorbovaná nezastíněným proužkem je rovna druhé mocnině kompenzačního proudu který prochází proužkem zastíněným.
Ångströmův kompenzační pyrheliometr se jmenuje po K. Ångströmovi, který popsaný pyrheliometr sestrojil v roce 1893.

### Abbotův vodní pyrheliometr
Abbotův vodní pyrheliometr je tvořen tubusem, jehož stěny jsou začerněny a zachycují tak záření Slunce. V důsledku toho se ohřívají, ale teplo je jim odnímáno vodou proudící pláštěm tubusu. Ohřívaná voda mění svou teplotu a ta je následně měřena odporovými teploměry.

### Abbotův pyrheliometr se stříbrným diskem
Abbotův pyrheliometr se stříbrným diskem je tvořen opět tubusem, ale jeho čidlem je stříbrný disk, který je začerněn. Tento disk je po dobu 100 sekund exponován, takže se jeho teplota zvýší. Vzrůst teploty je měřen rtuťovým teploměrem, jehož nádobka je právě v disku pyrheliometru.
Výše popsaný pyrheliometr se stříbrným diskem sestrojil v roce 1900 C. G. Abbot.

### Srovnání pyrheliometrů
Nejpřesnějším pyrheliometrem je Abbotův vodní pyrheliometr, proto je také v oblastech, kde se s ním měří, považován za standardní pyrheliometr, nicméně Smithsonská pyrheliometrická stupnice, odvozená od Abbotova vodního pyrheliometru, není obecným standardem. Tím je od roku 1957 mezinárodní pyrheliometrická stupnice, která vznikla porovnáním Ångströmovy a výše uvedené Smithsonské pyrheliometrické stupnice (respektive standardních pyrheliometrů – Ångströmova a Abbotova vodního).